# Bibliothèque Bookworm
Bookworm est une bibliothèque flexible réalisée en technopolymère, conçue en 1994 par le designer Ron Arad en collaboration avec la société italienne de design Kartell. Lors de son année de création, cette bibliothèque a introduit un virage en termes d'innovation avec sa forme sinueuse et ondulée, rompant avec les formes orthogonales et traditionnelles.

## Description

### Idée de projet
L'idée de base était d'apporter de l'innovation au monde des bibliothèques, en créant des formes non orthogonales et en utilisant différents matériaux. La bibliothèque a été conçue en métal par le designer Ron Arad, car ce matériau offrait une flexibilité et une résistance conformes à l'idée du projet. Jusqu'à présent, le marché du Bookworm était caractérisé par une production limitée, s'adressant uniquement à une clientèle de niche. Cependant, grâce à la collaboration avec Kartell, une entreprise italienne de design spécialisée dans le domaine du plastique, le marché est devenu grand public et plus accessible. Cela a également entraîné une réduction des coûts, car la production a été transférée vers le technopolymère, un matériau plastique.

### Étymologie
Le nom du projet a été créé par le designer Ron Arad, car la forme de l'objet évoque celle d'un ver. Ainsi, le nom Bookworm a été choisi, fusionnant les mots « book » (livre) et « worm » (ver) : d'une part, il s'inspire du ver à bois, et d'autre part, il reflète la forme serpentiforme de l'objet.

### Modèles et dimensions

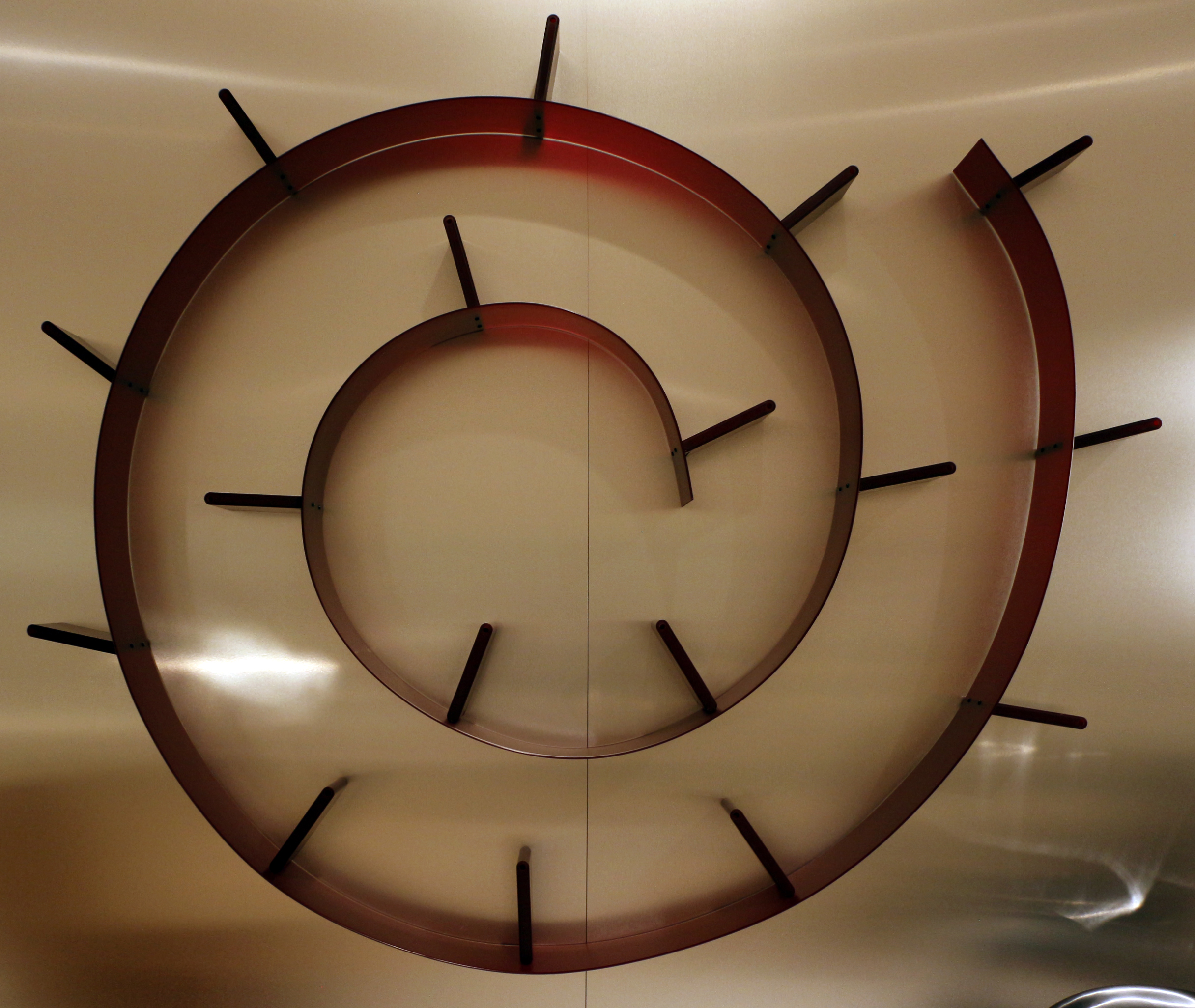
Bookworm

La bibliothèque est proposée en trois versions, chacune avec des dimensions distinctes et différentes couleurs. La plus petite mesure 320 cm, suivie d'une version de 520 cm et d'une autre de 820 cm, avec respectivement 7, 11 et 17 serre-livres. Chaque support peut supporter une charge de 10 kg. Les différentes versions partagent une gamme de couleurs variées. 
En 2015, une réinvention de la bibliothèque a été dévoilée sous le nom de Popworm[source secondaire nécessaire]. Comparativement au Bookworm, le matériau a été modifié pour du PVC coloré et ignifuge, offrant des couleurs telles que le turquoise, le noir, le jaune fluo et le fuchsia, accompagnées de serre-livres métalliques dorés. Une autre distinction réside dans la forme de l'objet, absente des versions antérieures, qui présente désormais une ligne sinueuse et ondulée.

## Technologie et matériaux
Initialement conçu en acier par le designer Ron Arad en raison de son expertise dans l'exploration du potentiel formel de l'aluminium et de l'acier, le Bookworm a subi une transformation significative après la collaboration avec Kartell. La bibliothèque a été réalisée en technopolymère, un matériau plastique dans lequel l'entreprise excelle. Pour permettre la production en série de la bibliothèque en technopolymère, une équipe de recherche a été constituée afin de trouver la meilleure technologie d'extrusion tout en restant fidèle au produit original. Cette transition vers le plastique a rendu le produit accessible à un public plus large, sans compromettre son attrait et sa forme sinueuse.

## Histoire
Le concept initial est issu de l'imagination du designer Ron Arad en 1993, et un an plus tard, il a été produit en série par la société Kartell. En reconnaissance de ce produit, Ron Arad a été nommé « Designer de l'année et rédacteur invité de l'International Design Yearbook ». Par la suite, en 2015, la société Kartell a revisité la bibliothèque pour créer un nouveau produit baptisé Popworm.

## Expositions
- Musée Kartell, Milan Bookworm et exposition FPE, 14 avril 2009 Noviglio
- The Museum of Modern Art, New York Exposition RON ARAD, 11 octobre 2009 - 19 octobre 2009